# کمربند کودک

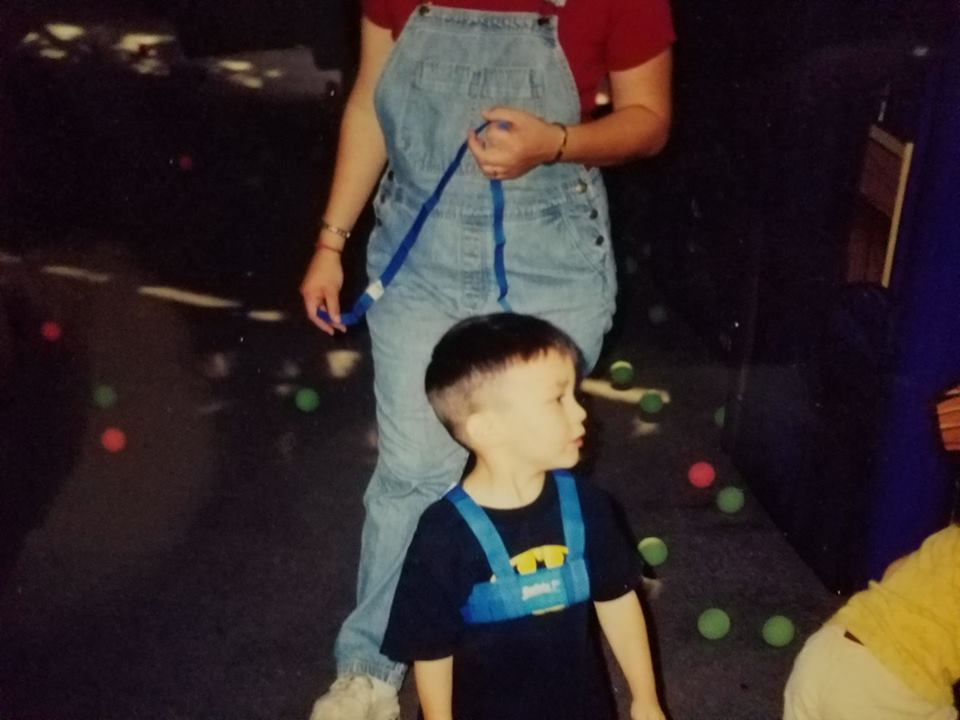
مادر و کودک با کمربند ایمنی

کمربند کودک یا مهار کودک یا لگام کودک (به انگلیسی: Child harness) یک وسیله ایمنی برای پیاده‌روی همراه با کودکان است. این دستگاه بیشتر برای کودکان نوپا و بچه‌های سنین پیش‌دبستانی مورد استفاده قرار می‌گیرد و معمولاً شامل کمربندی است که کمر و شانه‌های کودک را دربرمی‌گیرد. در آذر ۱۳۹۶، انتشار تصاویری از کمربند کودک تحت عنوان «قلاده کودک» در فضای مجازی در ایران بحث‌انگیز شد و برخی آن را عجیب و توهین‌آمیز دانستند.